# Los tontos mueren
Los tontos mueren, por título original Fools die, (1978) es una novela del escritor estadounidense Mario Puzo, que este consideraba su obra favorita, la primera publicada tras el éxito formidable de El Padrino (1969). Transcurre en Las Vegas, Nueva York y Hollywood y da una visión desencantada y corrupta de la sociedad estadounidense contemporánea, en especial de los mundillos literario, cinematográfico, burocrático y del juego, y donde sin embargo el nihilismo no está por encima de cierto sentido del honor y de la lealtad individual.

## Argumento
Trata sobre John Merlyn, un aspirante a escritor que debe subsistir como funcionario del ejército y viaja a Las Vegas; allí conoce apostando a Cully, un jugador profesional en bancarrota y estafador de poca monta; ambos hacen amistad y son testigos del suicidio de un tercer amigo, Jordan Hamley, un jugador que tiene una tremenda racha de buena suerte y sin embargo se suicida; este episodio fortalece en gran medida su amistad.
En Nueva York Merlyn, a pesar de haber publicado una primera novela, trabaja en la administración de la reserva militar para mantener a su familia y recibe sobornos para evitar que los jóvenes ricos en edad de reclutamiento pasen al servicio militar activo en la Guerra de Vietnam; es investigado por el estado, pero no se logra demostrar su culpabilidad. Finalmente la suerte sonríe Merlyn, que consigue un trabajo directamente relacionado con el campo literario y más tarde se las arregla para publicar una novela de moderado éxito. Paralelamente también su amigo Cully logra alcanzar el éxito y el poder convirtiéndose en vicepresidente del Xanadú, uno de los principales casinos de Las Vegas, al ser reclutado por su director Gronevelt, un personaje turbio conectado a un poderoso cartel mafioso, de quien se convierte en su mano derecha. Ofrecen a Merlyn un contrato para trabajar en una revista, en cuya redacción se hace amigo del escritor Joe Osano; recibe una oferta de trabajo en Hollywood, donde colabora con el productor Malomar y tiene una historia de amor adúltero con la aspirante a actriz y prostituta ocasional Janelle. Pero dos graves pérdidas marcan la vida de Merlyn: la muerte de su hermano mayor Artie y la de Malomar. Tras la muerte del empresario, el estudio de cine descarta a Merlyn del guion de la película y vuelve de forma permanente a vivir en Nueva York, tras haber roto la relación con Janelle. La muerte también captura a su amigo el escritor Joe Osano, que sufre sífilis, y su amigo Cully, muerto en Japón por la yakuza. El editor de Osano, nervioso porque este no había escrito nada de la novela que había contratado con él, le pide a Merlyn que la escriba inspirándose en las notas que ha dejado Osano para publicarla bajo su nombre. 
- Datos: Q523914